# Джуліус Чан
Джуліус Чан (англ. Julius Chan; 29 серпня 1939, Острови Танга, Нова Ірландія — 30 січня 2025, Нова Ірландія) — політичний діяч держави Папуа Нова Гвінея, прем'єр-міністр Папуа Нової Гвінеї (1980—1982, 1994—1997, 1997). Губернатор Нової Ірландії (2007—2025).

## Життєпис
Народився 29 серпня 1939 року на островах Танга (провінція Нова Ірландія) у сім'ї китайського торгівця і корінної мешканки. Освіту отримав у католицькій школі м Брисбен (Австралія), вищу освіту в Університеті Квінсленда. Після повернення до ПНГ заснував торговельне підприємство в м. Рабаул. У 1970 році став одним із засновників і керівником Народної прогресивної партії що виражала інтереси місцевої буржуазії, в тому числі китайської національності зв'язаної з іноземним капіталом. У 1972 році став депутатом парламенту самоврядної колонії ПНГ. Кілька разів був заступником прем'єр-міністра і двічі міністром фінансів ПНГ 1972—1977 і 1992—1994. Прем'єр-міністр  Папуа Нової Гвінеї у 1980—1982, 1994—1997, 1997 роках. У 1997 році залучив найманців для придушення повстанців о. Бугенвіль. Це викликало повстання в національній армії ПНГ, яка не отримувала заробітну плату. Під тиском військових Д. Чан пішов у відставку 22 липня 1997 року. Прем'єр-міністром став Білл Скейт. З 2007 р. — Д. Чан — губернатор провінції Нова Ірландія.
Джуліус Чан помер 30 січня 2025 року у Хурісі, провінція Нова Ірландія, у віці 85 років. Уряд Папуа Нової Гвінеї оголосив тижневий національний траур у зв'язку з його смертю і надав Чану державні похорони в Порт-Морсбі 2 лютого.